# Andreas Isenschmid
Andreas Isenschmid (* 1952 in Basel) ist ein Schweizer Journalist und Literaturkritiker.

## Leben
Isenschmid studierte Philosophie, Germanistik und Geschichte in Basel und Frankfurt am Main. Er schloss sein Studium mit einer Arbeit über den italienischen Philosophen Antonio Gramsci ab (Zur Revolutionstheorie in der politischen Philosophie Antonio Gramscis, Lizenziatsarbeit Basel 1977) und war Assistent am Philosophischen Seminar der Universität Basel. Danach arbeitete er als Redaktor beim Schweizer Radio DRS, als Literaturchef bei der Weltwoche sowie als Feuilletonchef beim Tages-Anzeiger. Seit Gründung der NZZ am Sonntag im Jahr 2002 schreibt er für deren Feuilleton Literaturkritiken. Daneben ist er Literaturkritiker bei der Wochenzeitung Die Zeit und dem Fernsehsender 3sat.
Isenschmid gehörte von 1990 bis 2006  zum Stamm der Literatursendung Literaturclub des Schweizer Fernsehens, deren Konzept er 1990 gemeinsam mit Ueli Heiniger entwickelt hatte. Von 1988 bis 1991 und 1994 bis 1995 war Isenschmid Juror beim Ingeborg-Bachmann-Preis, den er später einige Jahre lang für 3sat moderierte. Von 2011 bis 2012 gehörte er der Jury des Schweizer Buchpreises an, 2012 war er Mitglied der Jury für den Deutschen Buchpreis.
Andreas Isenschmid ist verheiratet, hat drei Kinder und lebt in Berlin. Seine besondere Leidenschaft für das Werk Marcel Prousts beschrieb er im Jahr 2010 im Essay Ansichten eines stubenhockerischen Proustianers. 2017 erschien im Deutschen Kunstverlag seine Bildbiografie über Proust, 2022 dann eine Studie über das Jüdische bei Proust.

## Werke (Auswahl)
- Marcel Proust. Leben in Bildern. Deutscher Kunstverlag, Berlin/München 2017, ISBN 978-3-422-073982.
- Der Elefant im Raum. Proust und das Jüdische. Hanser, München 2022, ISBN 978-3-446-27271-2.